# Hernádi Szabolcs
Hernádi Szabolcs (Budapest, 1984. április 22. –) magyar színész.

## Életpályája
Zsurzs Kati osztályában végzett a Gór Nagy Mária Színitanodában 2006-ban. (osztálytársai: Király Viktor, Pásztor Anna). Színházi pályáját a Kecskeméti Katona József Színházban kezdi (2006–2008), 2010-ben a Székesfehérvári Vörösmarty Színházhoz szerződik, ahol 2014-ig játszik. 2011-től a PartVonal Műhely beavató színházi közösség tagja. 2012-től a Károli Gáspár Református Egyetem Pszichológia Intézetének pszichológia szakos hallgatója. 2013-tól rendszeresen látható a József Attila Színházban is.
2020-2023 között a Színház- és Filmművészeti Egyetem drámainstruktor szakos hallgatója.

## Televízió
- Dizson – Klipperek (rendező: Takács Vera) tévéfilmsorozat – Magyar Televízió, 2005.
- Műsorvezető – Klikkerek (főszerkesztő: Sípos Pál) televíziós műsor – Magyar Televízió, 2006.
- Dizson – Klipperek 2.0 (rendező: Silló Sándor) tévéfilmsorozat – Magyar Televízió 2007.

## Színházi szerepei
- Vívóleckék (rendező: Gyöngyösi Tamás) GNM Kontúr Fizikai Táncszínház, 2004.[2]
- Kari – Felhőfi-Kiss László: Árnyék a nájlonon (rendező: Zsurzs Kati) Merlin – GNM Szíitanoda 2003-as évfolyam, 2006.[3]

### Szív Kamara Stúdiószínház
- A fiú – Francois Mauriac - Baráthy György: Arabeszk (rendező: Baráthy György) 2004.[4]

### Kecskeméti Katona József Színház
- Kay – Zalán Tibor - Hans Christian Andersen: A sHÓwKIRÁLYNŐ (rendező: Merő Béla) 2006.[5]
- Biegler, Frau von Scwarzburg – Jaroslav Hašek: Švejk, a derék - (rendező: Ádám Tamás) 2007.[6]

### Székesfehérvári Vörösmarty Színház
- Nicola Vietoris – Giulio Scarnacci - Renzo Tarabusi: Kaviár és lencse (rendező: Silló Sándor) 2010.[7]
- Stanley - Arthur Miller: Az ügynök halála (rendező: Korcsmáros György) 2010.[8]
- Chris Keller – Arthur Miller: Édes fiaim (rendező: Hargitai Iván) 2011.[9]
- Fleance, Ifjú Siward – William Shakespeare: Macbeth (rendező: Kálloy Molnár Péter) 2011.[10]
- Richard Amory – Agatha Christie: Fekete kávé (rendező: Telihay Péter) 2011.[11]
- Rómeó – William Shakespeare: Rómeó és Júlia (rendező: Quintus Konrád) 2011.[12]
- Pál, médiaszemélyiség – Tasnádi István: Finito (rendező: Hargitai Iván) 2011.[13]
- Aurel von Rohusdorf - Kálmán Imre - Leo Stein - Bela Jenbach - Békeffy István - Kellér Dezső - Gábor Andor után Mohácsi István - Mohácsi János: A csárdáskirálynő (rendező: Mohácsi János) 2011.[14]
- Leslie – Ray Cooney: Család ellen nincs orvosság (rendező: Lendvai Zoltán) 2012.[15] – Városmajori Színházi Szemle Közönségdíj 2013.[16]
- Capitano – Quintus Konrád - Lázár Balázs: Pantalone házassága (rendező: Quintus Konrád) 2012.[17]
- Albert – Alan Ayckbourn: A Hang-villa titka (rendező: Harangi Mária) 2012.[18]
- Nerio – Herczeg Ferenc: Bizánc (rendező: Bagó Bertalan) 2012.[19]

### Veszprémi Petőfi Színház
- Albert – Alan Ayckbourn: A Hang-villa titka (rendező: Harangi Mária) 2014.[20]

### József Attila Színház
- Kreon – Szophoklész: Oidipusz király nyomozás (rendező: Quintus Konrád) 2013.[21]
- Rómeó – William Shakespeare: Rómeó és Júlia (rendező: Quintus Konrád) 2014.[22]
- Ottó – Katona József - Szabó Borbála: Bánk az esküdtszék előtt (rendező: Telihay Péter) 2016[23]

### Spirit Színház
- Pietro – Pier Paolo Pasolini: Tétel (rendező: Telihay Péter) 2016.[24]
- Szomszédfiú, Herceg, Királyfi, Legény – Kiss József: Szép magyar népmesék (rendező: Simonyi Krisztina) 2016.[25]

## Tudományos munkák
- Az én életem ne próbáld meg még egyszer, mert életveszélyes – Laci a reziliens cirkuszvezető (Hernádi Szabolcs)[26]  In: Bagdy Emőke - Kövi Zsuzsanna - Mirnics Zsuzsa: A tehetség kibontakozása (2014) Helikon, Budapest. 200-218. o.
- Érzelmi-hangulati problémák (Antal Krisztin, Hernádi Szabolcs, Molnár Zita, Temesi Patrícia, Vados Anna és Váradi Blanka munkája segítségével)  In: Bagdy Emőke - Kövi Zsuzsanna - Mirnics Zsuzsa: A tehetség kibontakozása (2014) Helikon, Budapest. 371-378. o.

## Külső hivatkozások
- Hernádi Szabolcs a theater.hu-n
- Hernádi Szabolcs a PORT.hu-n
- PartVonal Műhely Archiválva 2016. december 20-i dátummal a Wayback Machine-ben